# トラクスタン (DD-14)
|          |                                                 |
| 艦歴     |                                                 |
| 発注     |                                                 |
| 起工     | 1899年11月13日                                  |
| 進水     | 1901年8月15日                                   |
| 就役     | 1902年9月11日                                   |
| 退役     | 1919年7月18日                                   |
| その後   | 1920年1月3日に売却、商船に転換                  |
| 除籍     | 1919年9月15日                                   |
| 性能諸元 |                                                 |
| 排水量   | 605トン                                         |
| 全長     | 248 ft (75.6 m)                                 |
| 全幅     | 23 ft 1¼ in (7.042 m)                           |
| 吃水     | 10 ft 11 in (3.327 m)                           |
| 機関     |                                                 |
| 最大速   | 30ノット (56 km/h)                              |
| 乗員     | 士官、兵員72名                                  |
| 兵装     | 3インチ砲2門 6ポンド砲6門 18インチ魚雷発射管2門 |

トラクスタン (USS Truxtun, DD-14) は、アメリカ海軍の駆逐艦。トラクスタン級駆逐艦の1番艦。艦名はトーマス・トラクスタン代将に因む。その名を持つ艦としては2隻目。

## 艦歴
トラクスタンは1899年11月13日にメリーランド州スパローズ・ポイントのメリーランド鉄鋼会社で起工した。1901年8月15日にイサベル・トラクスタンによって命名、進水し、1902年9月11日に艦長アーチボルド・H・デイヴィス大尉の指揮下就役した。
就役後トラクスタンは第2水雷小艦隊に配属された。また、トラクスタン艦長デイヴィス大尉は艦隊指揮官に任命された。1903年1月14日までノーフォーク沖で公試を行い、4月24日に検収完了が完了した。8月にトラクスタンはメイン州のフレンチマンズ湾での艦隊演習に参加し、その後オイスター・ベイでのルーズベルト大統領による観閲式に参加、続いてポートランドでの陸海軍共同演習に参加した。
9月26日、第2水雷小艦隊は北大西洋艦隊沿岸戦隊の1部隊となる。トラクスタンは同戦隊に加わり、マサチューセッツ州沖での砲撃訓練に参加、その後秋には修理のためノーフォークに帰還した。
続く4年にわたってトラクスタンは大西洋岸およびカリブ海で活動した。1907年12月にトラクスタンと他の5隻の駆逐艦はハンプトン・ローズに集合し大西洋艦隊の戦艦部隊と合流した。ルーズベルト大統領は再び艦隊を観閲し、その後、このグレート・ホワイト・フリートは世界巡航に出航した。トラクスタンは艦隊の巡航の第一行程を護衛し、西海岸まで同行した。途中ブラジル、チリ、ペルー、パナマ、メキシコの港を訪問した。艦隊は1908年5月にサンフランシスコに到着し、駆逐艦は艦隊と別れ再び太平洋水雷艦隊（管理上太平洋艦隊に配属されない部隊）に配属された。同年夏にメア・アイランド海軍造船所で修理を受けた後、トラクスタンは姉妹艦と合流しハワイおよびサモアへの訓練巡航に向かった。その後12月初めに西海岸に帰還、新たな母港のサンディエゴを拠点として活動を始めた。トラクスタンは太平洋岸沿いに任務を開始し、アラスカ海域への巡航、シアトル、シトカ、スワード、スカグウェイ、ジュノーを訪問した。
トラクスタンは1917年の夏まで太平洋に留まった。この間、太平洋水雷艦隊と共にサンディエゴ沖で活動する。1912年3月25日、太平洋予備役艦隊がアルフレッド・レイノルズ少将を指揮官として創設された。この艦隊は極度の人員不足に応じて設立され、後の予備役艦隊や「モスボール」艦隊とは違ったものであった。1912年6月1日までにトラクスタンは太平洋予備役艦隊に加わったが、活動は限定的ながらも、機械類のチェックおよびメンテナンスのため定期的に航海を行い、即応性を維持した。
トラクスタンの予備役は短期間であった。1912年10月12日に現役復帰し、沿岸での通常任務を再開した。1914年の夏および1916年の夏にトラクスタンはメキシコ水域に巡航し、政情不安定な同国でのアメリカ合衆国の権益保護に従事した。1916年7月までにトラクスタンは、沿岸水雷部隊の予備役分艦隊の1隻として不活性化状態に戻った。その後沿岸水雷部隊の第2予備役分艦隊に転属となる。しかしながら以前のように即応性を維持するため、カリフォルニア州の沿岸で散発的な巡航を行った。
1917年2月18日にトラクスタンは艦長ジェームズ・G・ウェア大尉の指揮下3度目の現役復帰を行い、当初はパナマ運河付近の偵察任務に当たった。1917年4月6日、アメリカ合衆国が第一次世界大戦に参戦すると、トラクスタンはコロンを出航しコロンビアのプエルト・コロンビアに向かった。同地では港に停泊するドイツ船プリンツ・アウグスト・ヴィルヘルム (SS Prinz August Wilhelm) を目撃した。トラクスタンは4月14日にスチュワート (USS Stewart, DD-13) と別れ、翌日コロンに帰還する。ほぼ3ヶ月の間、トラクスタンはパナマおよびコロンビアの太平洋沿岸を偵察し、定期的に潜水母艦の任務を果たした。1917年7月4日にパナマ運河を通過し、翌日スチュワート、プレブル (USS Preble, DD-12) およびホイップル (USS Whipple, DD-15) と共にパナマのバルボアを出航した。4隻の駆逐艦は7月13日にハンプトン・ローズに到着した。8月末までトラクスタンはチェサピーク湾を偵察し、沖合での演習に参加する。その後は戦艦テキサス (USS Texas, BB-35) の護衛としてニューヨークおよびフィラデルフィアを訪問した。
8月31日、トラクスタンはフィラデルフィアを出航、アゾレス諸島での任務に向かう。バミューダに停泊後、9月16日にポンタ・デルガダに到着し、12月前半までポンタ・デルガダを拠点として活動した。9月30日、トラクスタンとホイップルはカプロニ (SS Caproni) と合流し、同船を護衛して10月3日にポンタ・デルガダに入港した。10月中旬、マデイラ諸島のフンシャルに向かい、帰還後同月末には雷撃によって沈められた船の生存者捜索に参加した。トラクスタンは12月6日にポンタ・デルガダを出港し、ジブラルタルを経由してフランスに向かった。12月15日にブレストに到着、その後は同港を拠点として商船団の護衛およびドイツのUボートに対する警戒任務を終戦まで継続した。
続く12ヶ月の間に、トラクスタンは2度の冒険を経験した。1度目は1918年4月17日の晩、爆発物を満載した汽船フローレンス・H (Florence H) がキブロン湾沖で停泊中に爆発した事故であった。トラクスタンは炎上する事故海域から多数の乗員を救助し、艦長のウェア大尉は殊勲章を受章した。2度目は敵との交戦であった。5月18日の09:00頃、船団護衛任務中にトラクスタンは水面下の敵を観測し、直ちに攻撃を行った。数パターンで爆雷を投下し、何度か一斉砲撃を行った。しかしながら爆雷の大半は戦果を上げられなかった。UC-56 と考えられる敵艦は戦場を離脱し、トラクスタンは09:30頃に船団護衛を再開した。
第一次世界大戦の休戦協定成立からちょうど1ヶ月後、トラクスタンはヨーロッパに別れを告げた。12月18日にフラッサー (USS Flusser, DD-20) 、スチュワート、ウォーデン (USS Worden, DD-16) と共にブレストを出航、ポンタ・デルガダおよびバミューダを経由して本国へ帰還した。1919年1月3日にデラウェア川に入り、7月18日にフィラデルフィアで退役した。トラクスタンは1919年9月15日に除籍され、その後1920年1月3日にフィラデルフィアのジョセフ・G・ヒトナー社に果物貨物船として改修のため売却された。